# Laneuveville-derrière-Foug
Pour les articles homonymes, voir Laneuveville.
Laneuveville-derrière-Foug est une commune française située dans le département de Meurthe-et-Moselle en région Grand Est.

## Géographie
Les communes les plus proches sont : Lucey, Trondes, et Foug.
La route qui passe dans le village est la D 192
C'est la commune la moins étendue du département.
Le territoire de la commune est limitrophe de ceux de quatre communes :
| Trondes         |                            | agney  |
| Écrouves        | Laneuveville-derrière-Foug | Lucey  |
| lay saint rémil | Foug                       | Bruley |

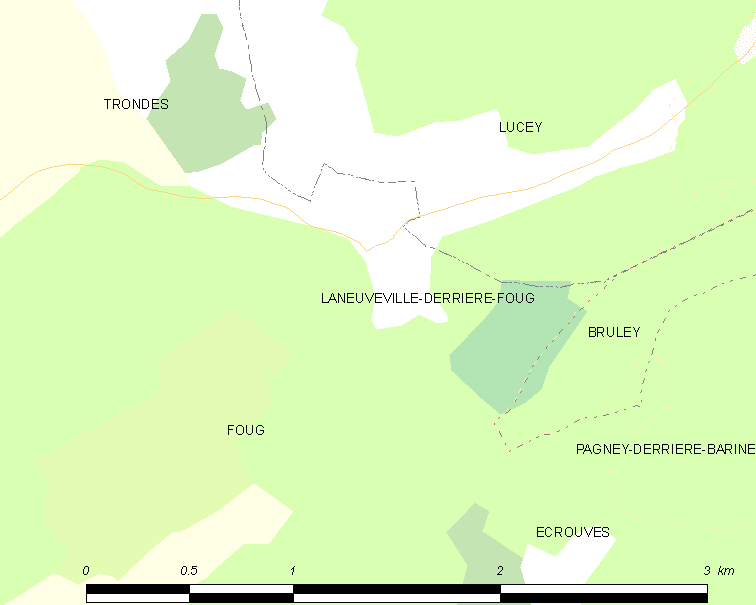
Carte de la commune.
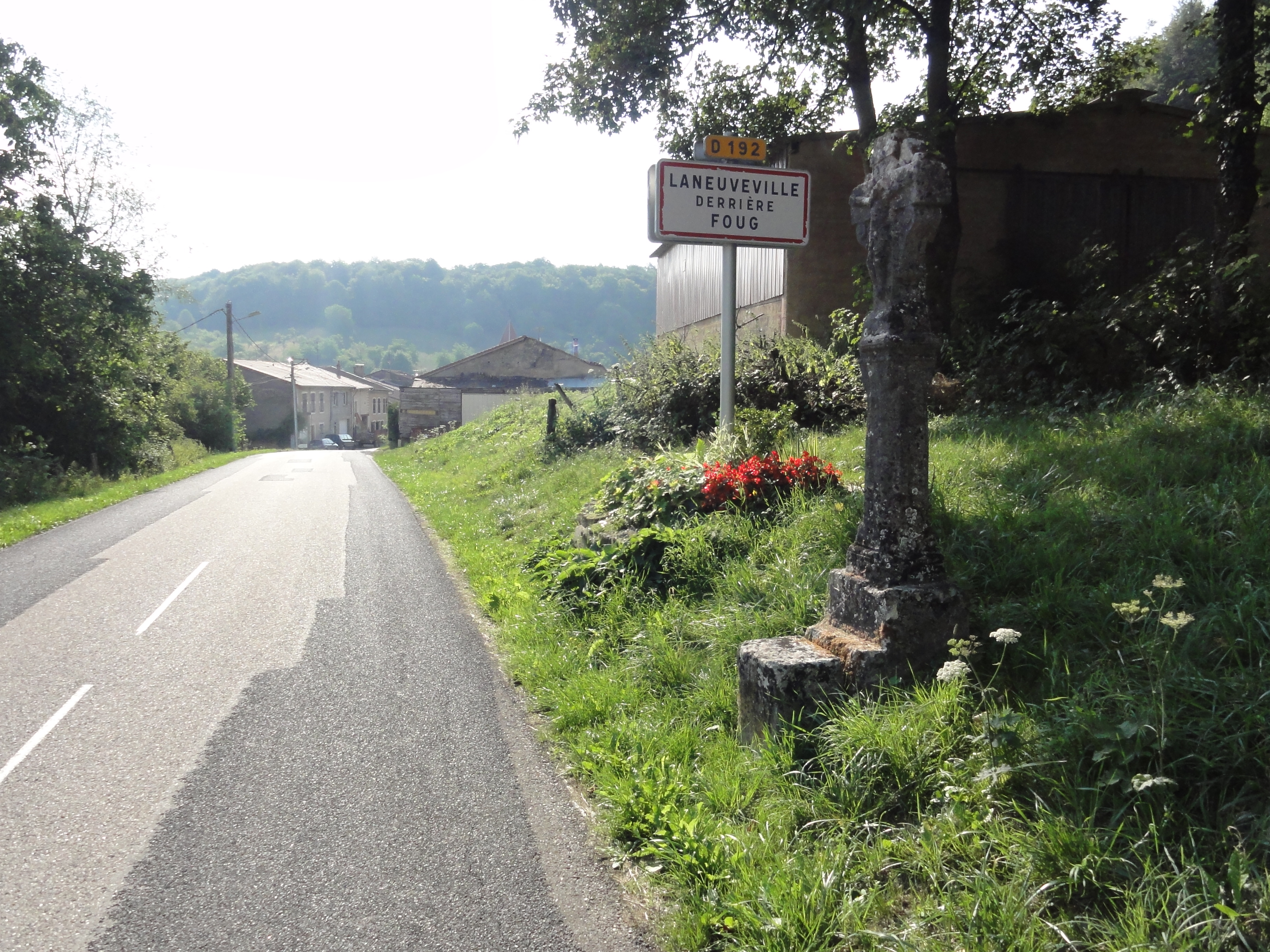
Entrée de Laneuveville-derrière-Foug.
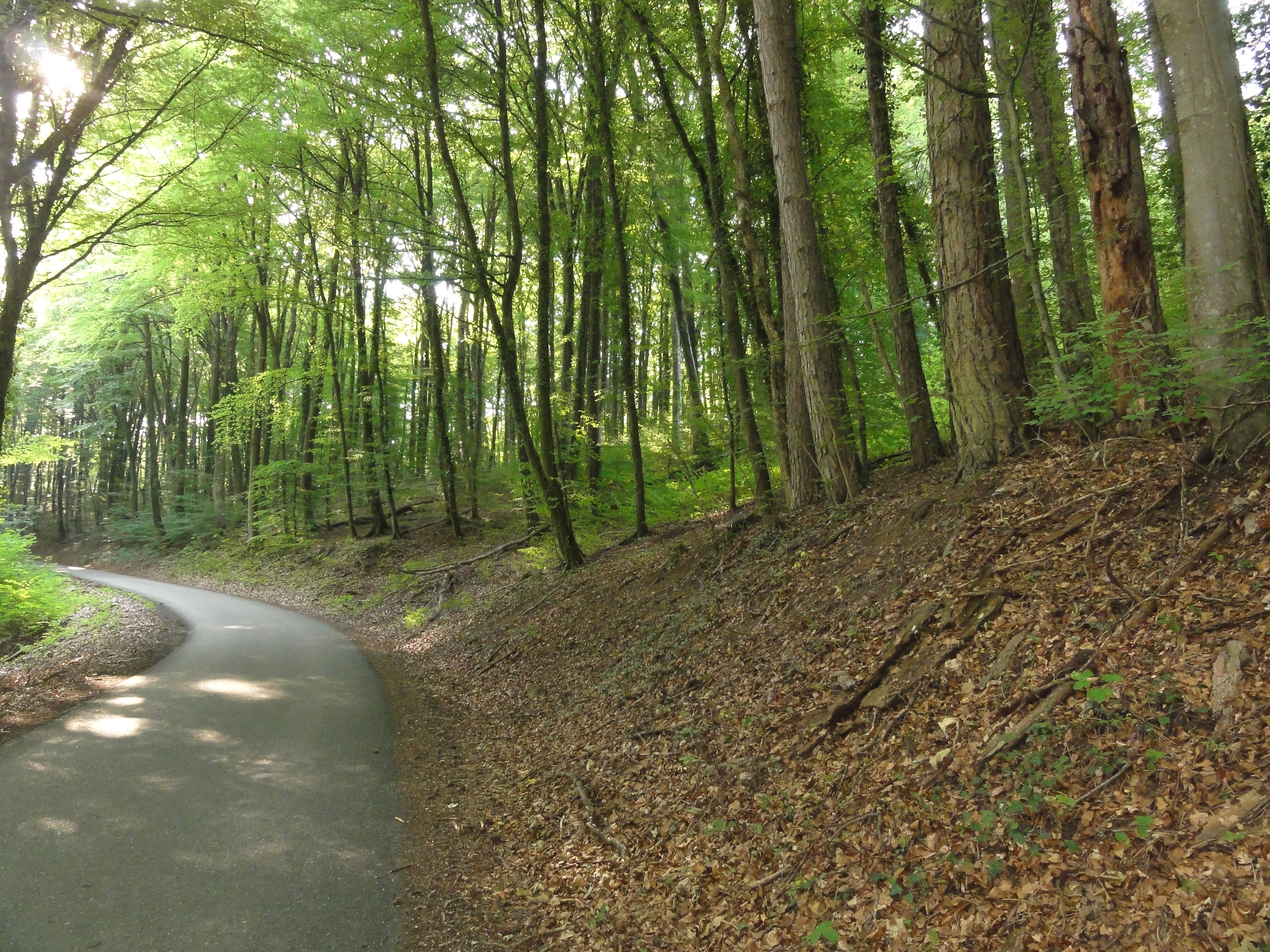
Bois de Raumont au sud de Laneuveville-derrière-Foug.
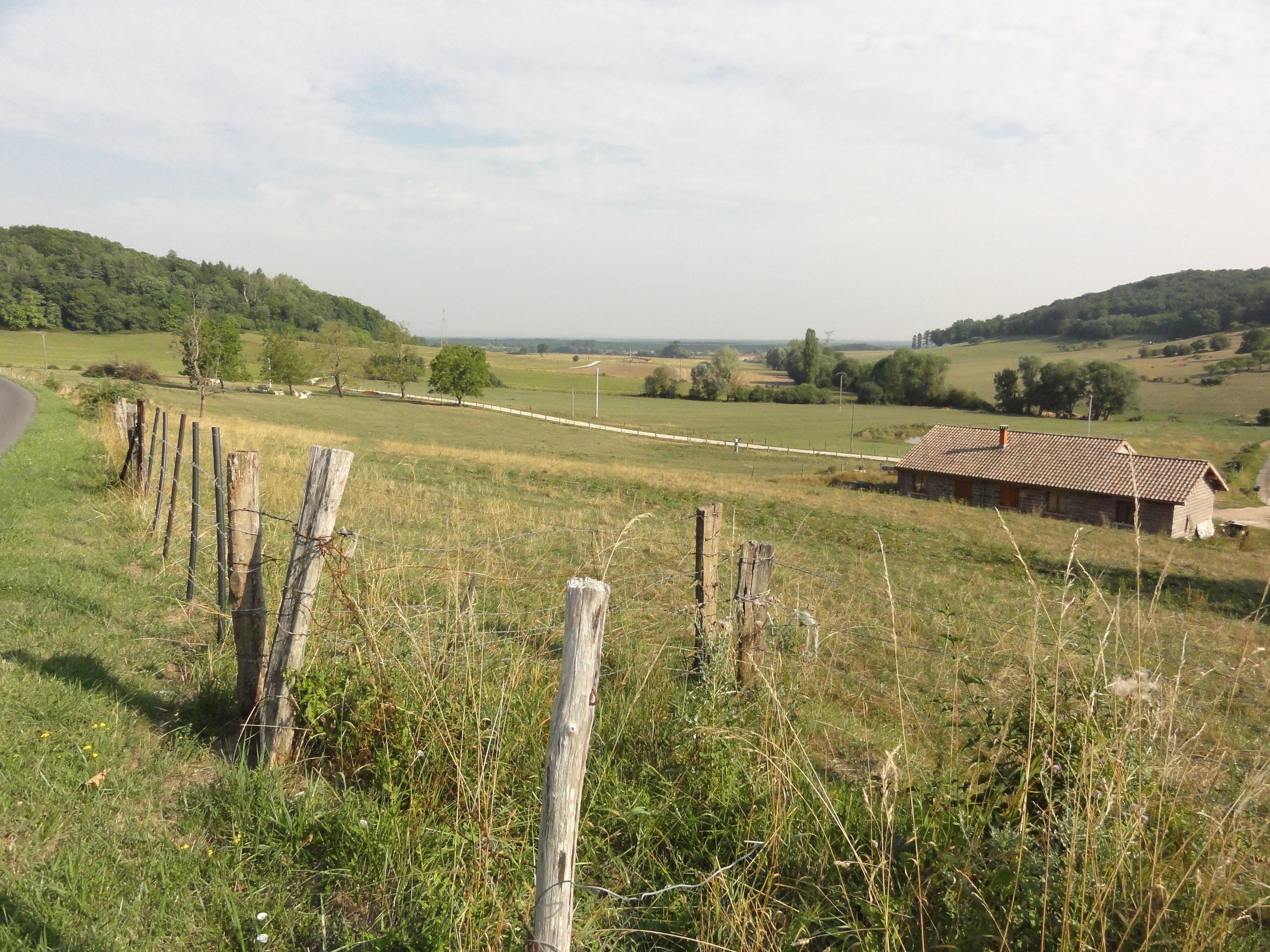
Pâturage à l'ouest de Laneuveville-derrière-Foug.
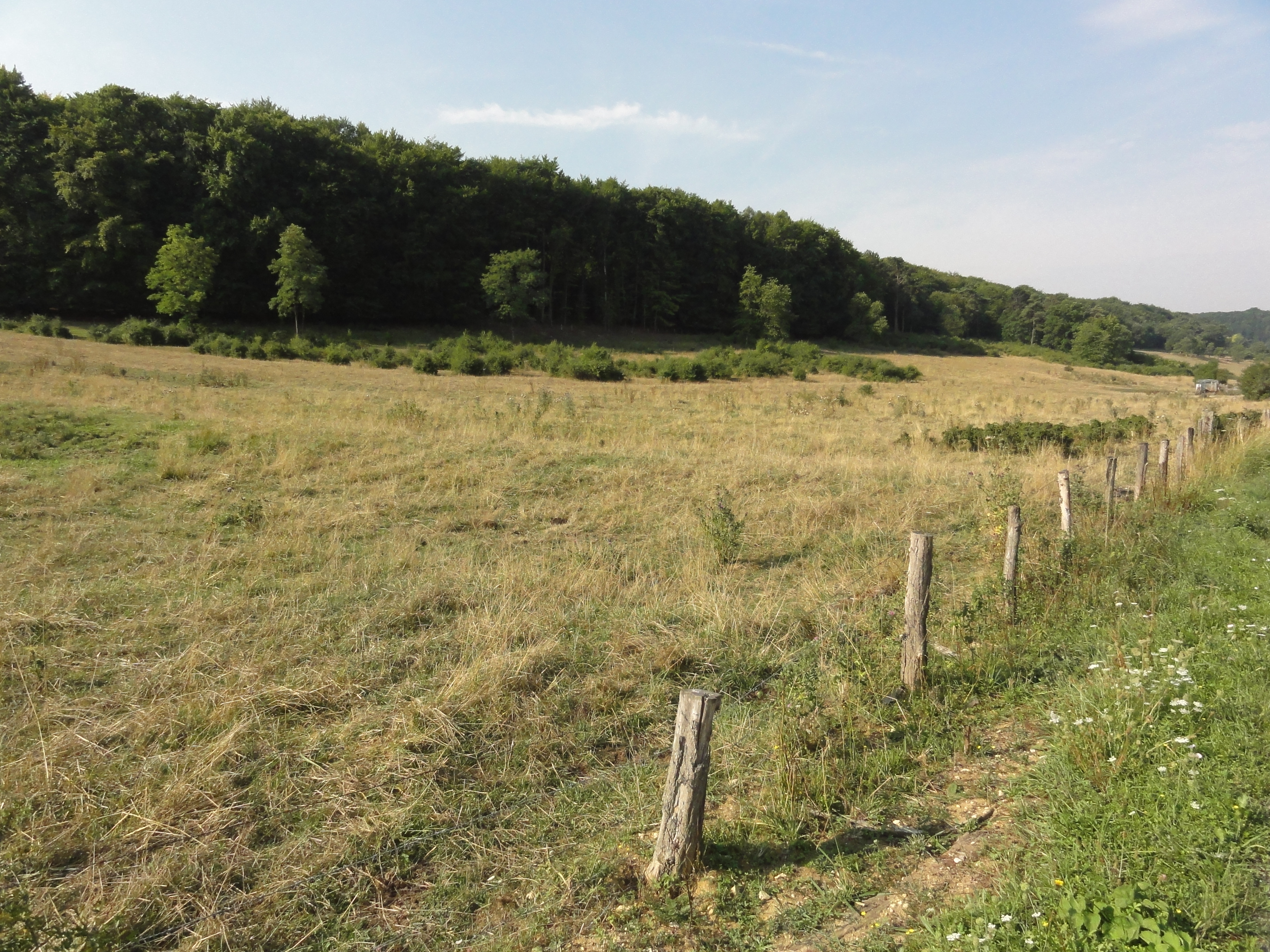
Pois de Pagney à l'est de Laneuveville-derrière-Foug.

### Hydrographie
La commune est dans le bassin versant du Rhin au sein du bassin Rhin-Meuse. Elle n'est drainée par aucun cours d'eau,.

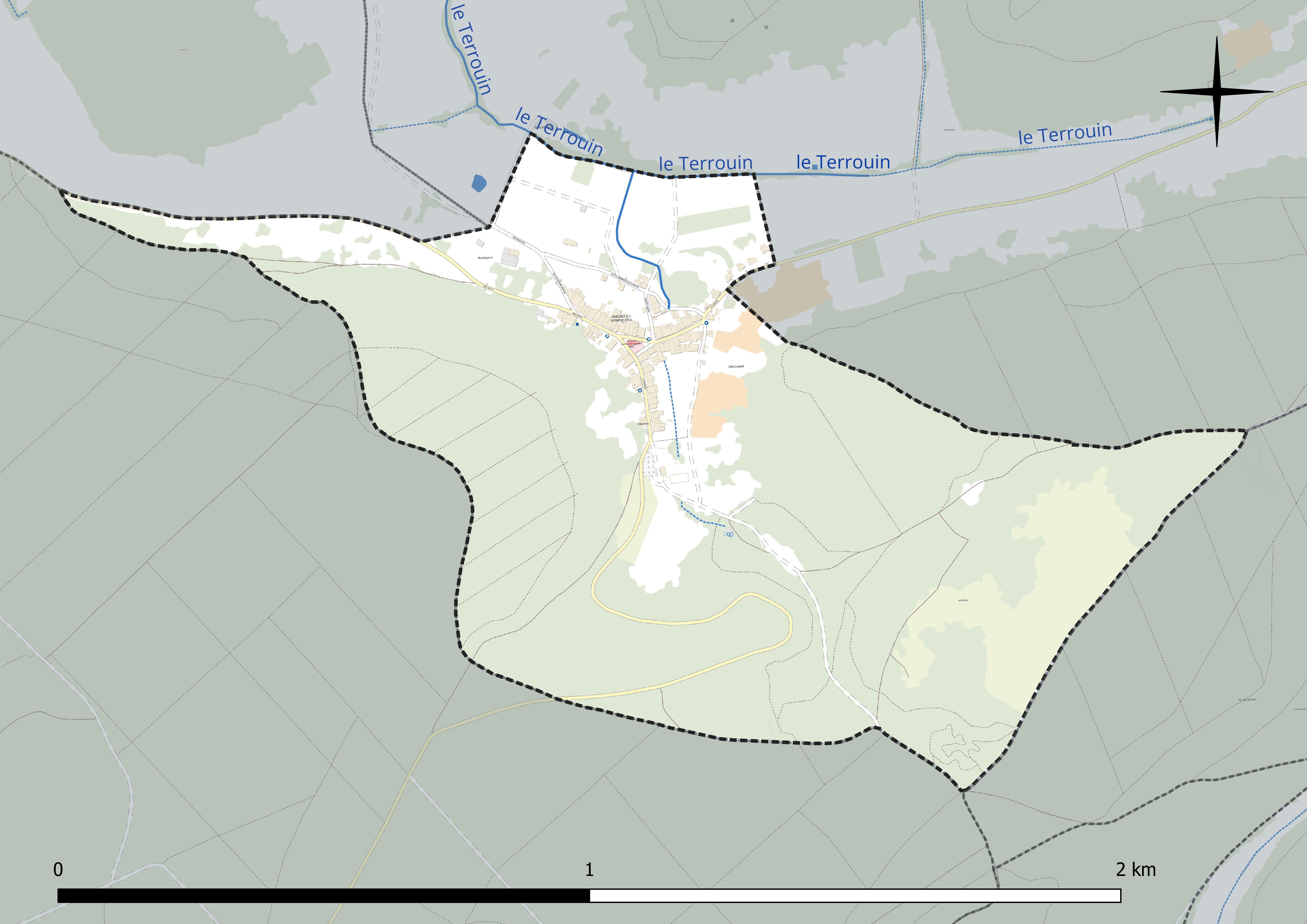
Réseau hydrographique de Laneuveville-derrière-Foug.

### Climat
Pour des articles plus généraux, voir Climat du Grand Est et Climat de Meurthe-et-Moselle.
En 2010, le climat de la commune est de type climat de montagne, selon une étude du Centre national de la recherche scientifique s'appuyant sur une série de données couvrant la période 1971-2000. En 2020, Météo-France publie une typologie des climats de la France métropolitaine dans laquelle la commune est exposée à un climat océanique altéré et est dans la région climatique  Lorraine, plateau de Langres, Morvan, caractérisée par un hiver rude (1,5 °C), des vents modérés et des brouillards fréquents en automne et hiver.
Pour la période 1971-2000, la température annuelle moyenne est de 9,3 °C, avec une amplitude thermique annuelle de 16,8 °C. Le cumul annuel moyen de précipitations est de 858 mm, avec 12,7 jours de précipitations en janvier et 9,2 jours en juillet. Pour la période 1991-2020, la température moyenne annuelle observée sur la station météorologique de Météo-France la plus proche, « Nancy-Ochey », sur la commune d'Ochey à 17 km à vol d'oiseau, est de 10,5 °C et le cumul annuel moyen de précipitations est de 810,4 mm. 
La température maximale relevée sur cette station est de 39,6 °C, atteinte le 25 juillet 2019 ; la température minimale est de −19,1 °C, atteinte le 12 janvier 1987,,.
Les paramètres climatiques de la commune ont été estimés pour le milieu du siècle (2041-2070) selon différents scénarios d'émission de gaz à effet de serre à partir des nouvelles projections climatiques de référence DRIAS-2020. Ils sont consultables sur un site dédié publié par Météo-France en novembre 2022.

## Urbanisme

### Typologie
Au 1er janvier 2024, Laneuveville-derrière-Foug est catégorisée commune rurale à habitat dispersé, selon la nouvelle grille communale de densité à sept niveaux définie par l'Insee en 2022.
Elle est située hors unité urbaine. Par ailleurs la commune fait partie de l'aire d'attraction de Nancy, dont elle est une commune de la couronne,. Cette aire, qui regroupe 353 communes, est catégorisée dans les aires de 200 000 à moins de 700 000 habitants,.

### Occupation des sols
L'occupation des sols de la commune, telle qu'elle ressort de la base de données européenne d’occupation biophysique des sols Corine Land Cover (CLC), est marquée par l'importance des forêts et milieux semi-naturels (72,2 % en 2018), une proportion identique à celle de 1990 (72,2 %). La répartition détaillée en 2018 est la suivante : 
forêts (51,6 %), zones agricoles hétérogènes (22,9 %), espaces ouverts, sans ou avec peu de végétation (20,7 %), prairies (4,9 %). L'évolution de l’occupation des sols de la commune et de ses infrastructures peut être observée sur les différentes représentations cartographiques du territoire : la carte de Cassini (XVIIIe siècle), la carte d'état-major (1820-1866) et les cartes ou photos aériennes de l'IGN pour la période actuelle (1950 à aujourd'hui).

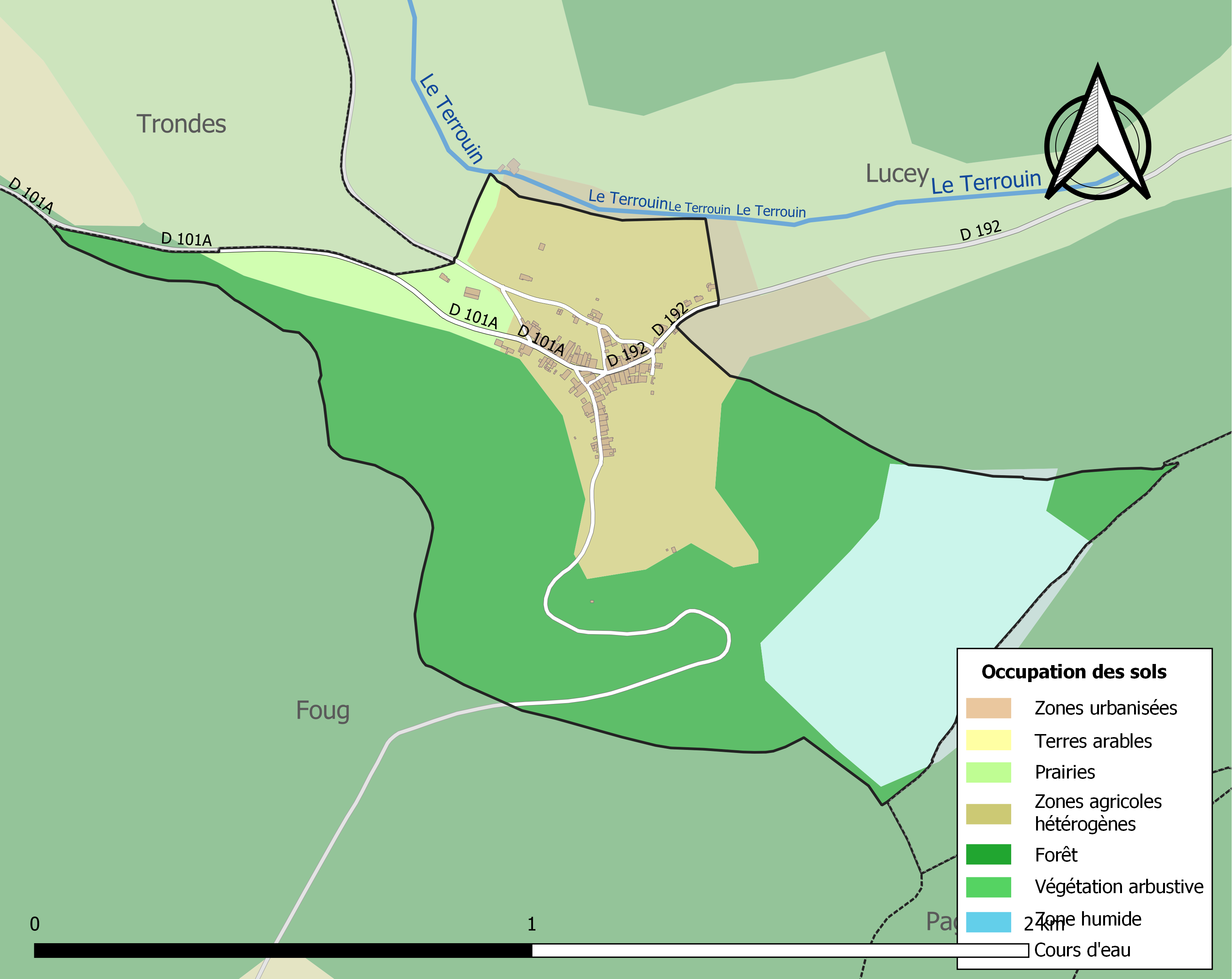
Carte des infrastructures et de l'occupation des sols de la commune en 2018 (CLC).

## Toponymie
Le nom de la localité est attesté sous les formes Nevia Villa en 965, la Neufville en 1779 .

Le toponyme signifie « nouveau village » : il est caractéristique de l'implantation d'un « nouveau domaine » au Moyen Âge.
La précision Novavilla retro Fagum (Laneuveville-derrière-Foug) apparaît en 1399, c'est le premier village après Foug.

## Histoire
- Présence gallo-romaine.
- Ancienne léproserie dépendant de Foug.
- La « Petite Foug » est son ancien nom[18].
- Ancien village de vigneron.

## Politique et administration
| Période                                  | Période                   | Identité                                      | Étiquette | Qualité                    |
| ---------------------------------------- | ------------------------- | --------------------------------------------- | --------- | -------------------------- |
| Les données manquantes sont à compléter. |                           |                                               |           |                            |
| Mars 1977                                | Mars 1989                 | Gérard Lavallois                              | DVG       |                            |
| Mars 1989                                | Mars 1995                 | Marc Ferry                                    | PCF       | Ouvrier usine Saint Gobain |
| Mars 1995                                | 2014                      | Jean-Marc Antoine                             | PS        |                            |
| avril 2014                               | En cours (au 28 mai 2020) | Roger Joubert, Réélu pour le mandat 2020-2026 |           | Profession libérale        |

## Population et société

### Démographie
L'évolution du nombre d'habitants est connue à travers les recensements de la population effectués dans la commune depuis 1793. Pour les communes de moins de 10 000 habitants, une enquête de recensement portant sur toute la population est réalisée tous les cinq ans, les populations de référence des années intermédiaires étant quant à elles estimées par interpolation ou extrapolation. Pour la commune, le premier recensement exhaustif entrant dans le cadre du nouveau dispositif a été réalisé en 2005.

En 2022, la commune comptait 155 habitants, en évolution de +5,44 % par rapport à 2016 (Meurthe-et-Moselle : −0,13 %, France hors Mayotte : +2,11 %).
| 1793 | 1800 | 1806 | 1821 | 1831 | 1836 | 1841 | 1846 | 1851 |
| ---- | ---- | ---- | ---- | ---- | ---- | ---- | ---- | ---- |
| 323  | 368  | 389  | 415  | 404  | 431  | 416  | 402  | 402  |

| 1856 | 1861 | 1872 | 1876 | 1881 | 1886 | 1891 | 1896 | 1901 |
| ---- | ---- | ---- | ---- | ---- | ---- | ---- | ---- | ---- |
| 378  | 373  | 313  | 309  | 291  | 271  | 268  | 262  | 252  |

| 1906 | 1911 | 1921 | 1926 | 1931 | 1936 | 1946 | 1954 | 1962 |
| ---- | ---- | ---- | ---- | ---- | ---- | ---- | ---- | ---- |
| 243  | 227  | 174  | 169  | 143  | 152  | 132  | 137  | 127  |

| 1968 | 1975 | 1982 | 1990 | 1999 | 2005 | 2006 | 2010 | 2015 |
| ---- | ---- | ---- | ---- | ---- | ---- | ---- | ---- | ---- |
| 111  | 108  | 116  | 147  | 143  | 142  | 141  | 136  | 149  |

| 2020 | 2022 | - | - | - | - | - | - | - |
| ---- | ---- | - | - | - | - | - | - | - |
| 155  | 155  | - | - | - | - | - | - | - |

## Économie
- - au XIXe : vignes, bois, chanvre, polyculture.

## Culture locale et patrimoine

### Lieux et monuments
- Église 1825 (orgue à cylindres attesté en 1842[25]).
- Monument aux morts.
- Quelques croix de pierre[évasif] sculptées.
- Les fontaines du village et la Fontaine des Sœurs dont l'eau est très appréciée des habitants.
- Lavoir impluvium et compluvium.
- Tous les poteaux électriques du village ont été décorés par des artistes peintres lors d'un week-end spécial qui anima les rues. Depuis, c'est la seule commune de France où les poteaux électriques sont peints légalement.
- On y trouve aussi d'autres mobiliers urbains décorés, comme des boites électriques.

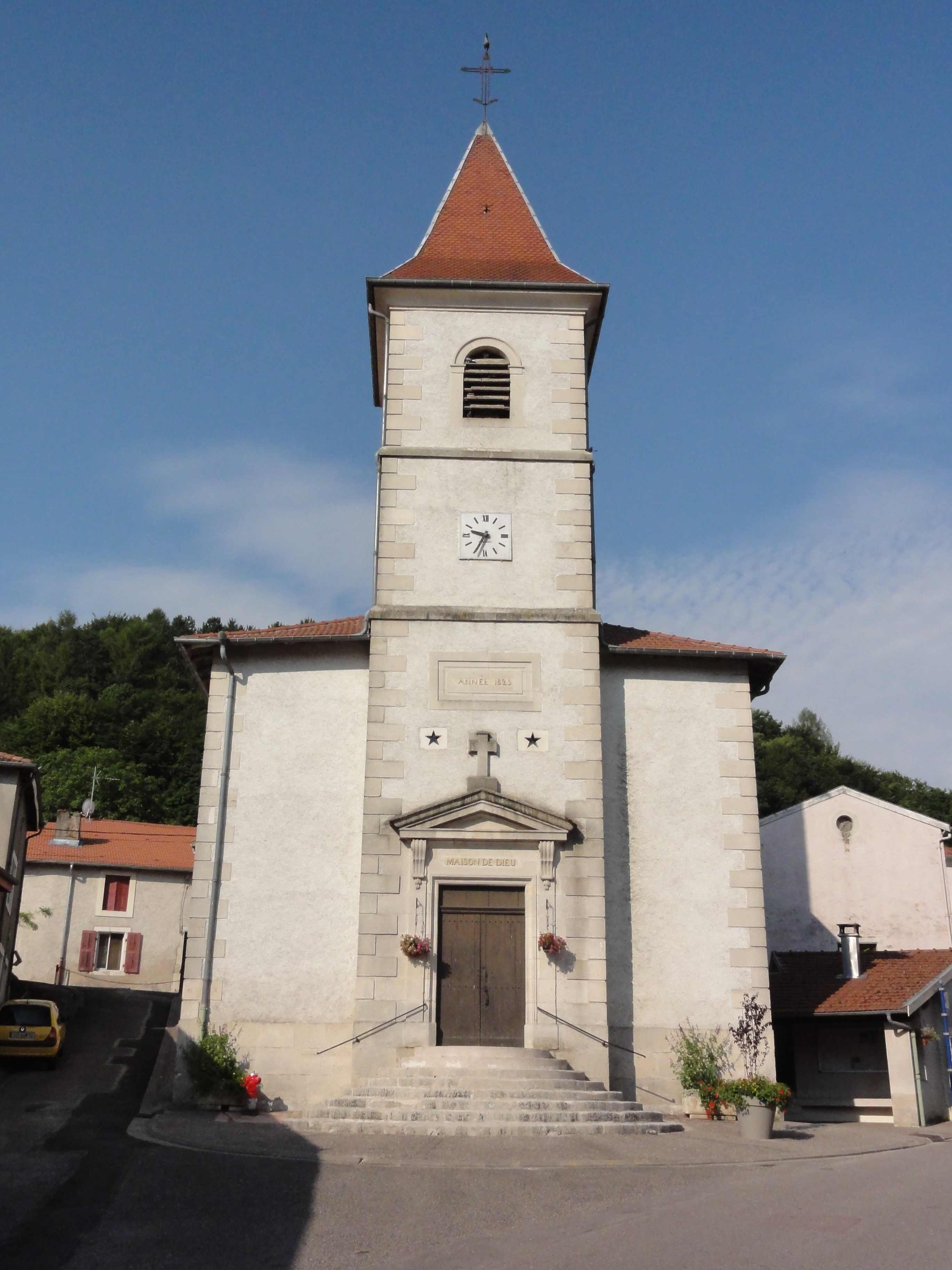
Église près de la mairie.
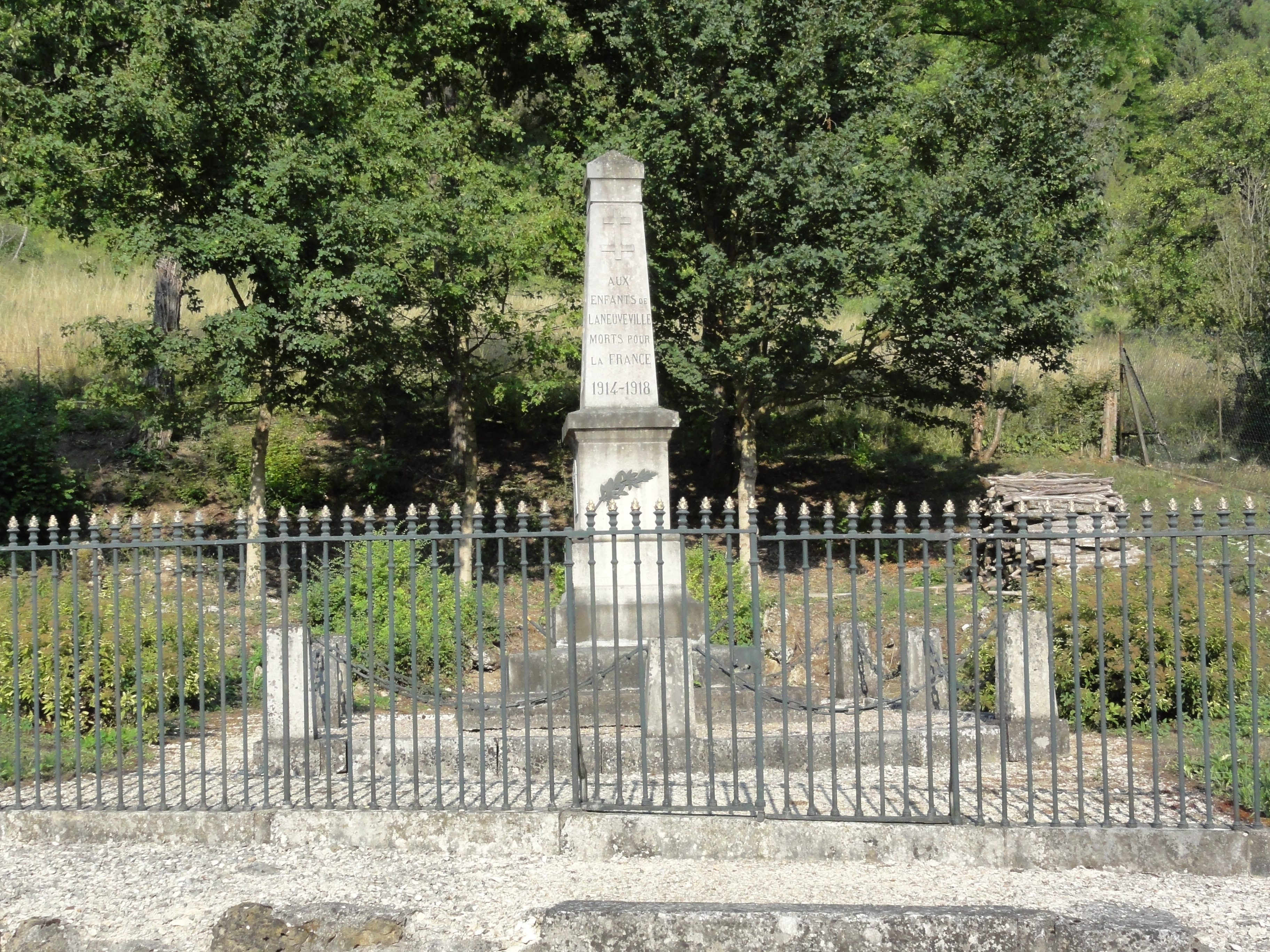
Monument aux morts.
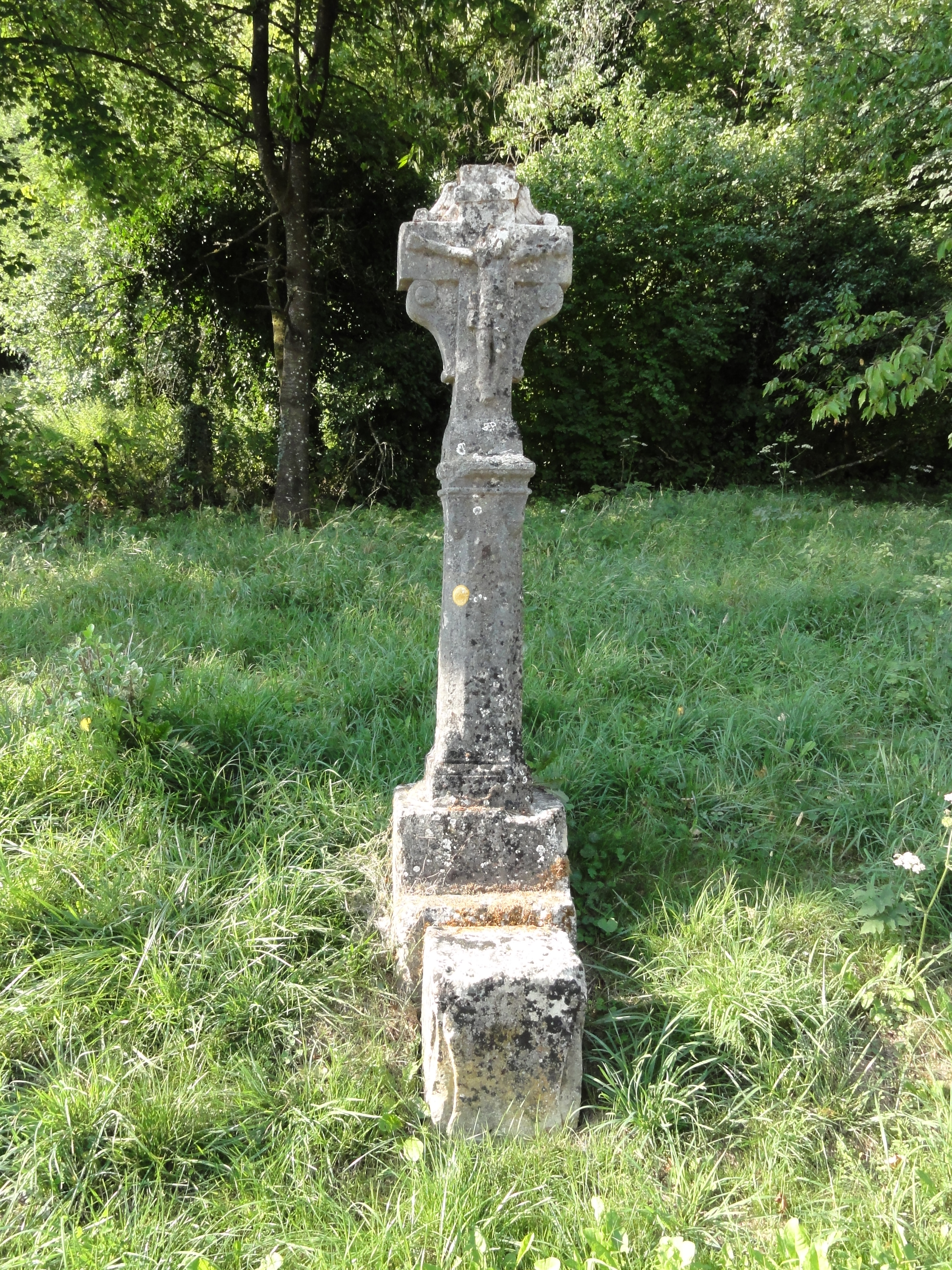
Croix de chemin.
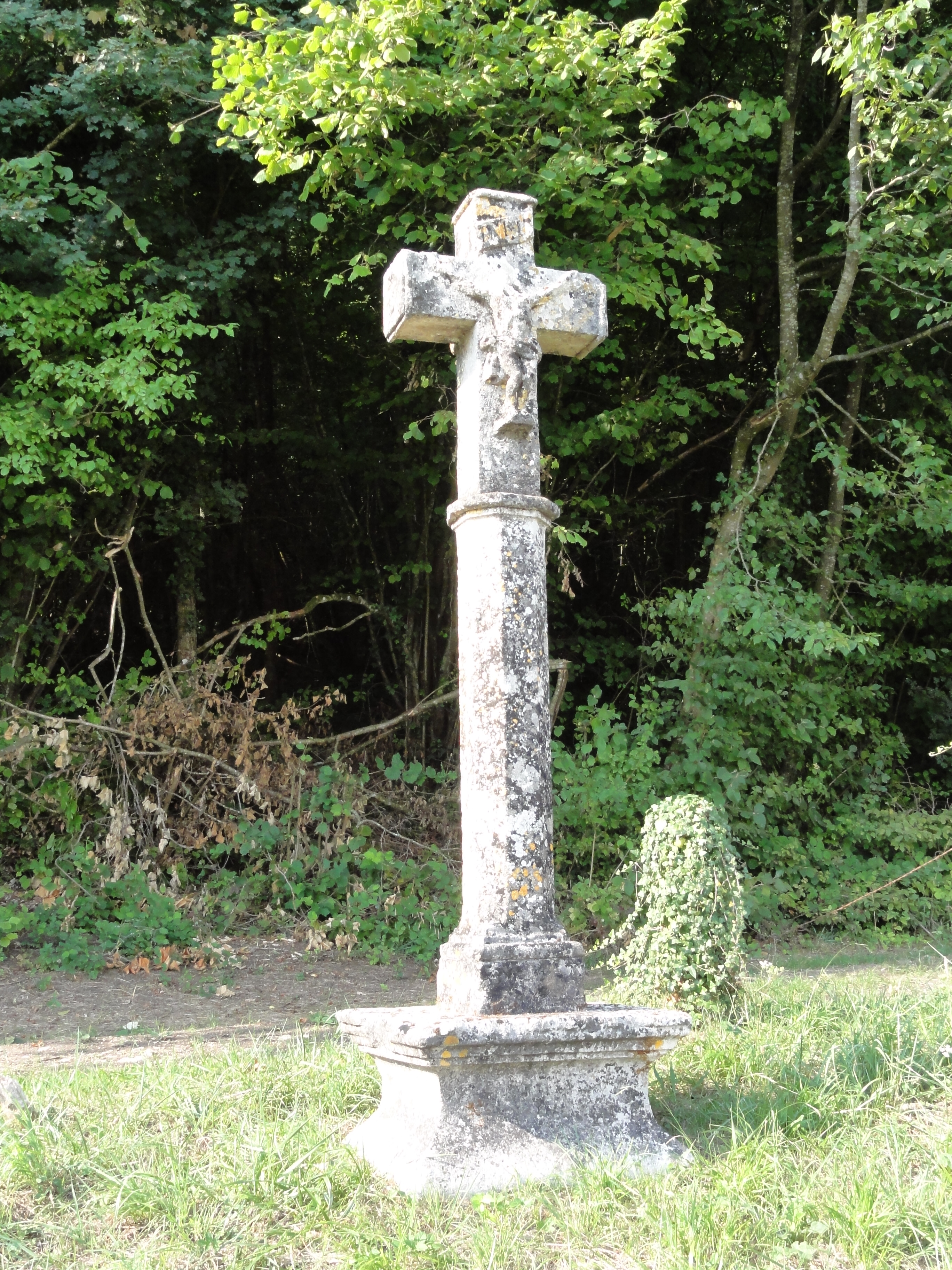
Croix de chemin.
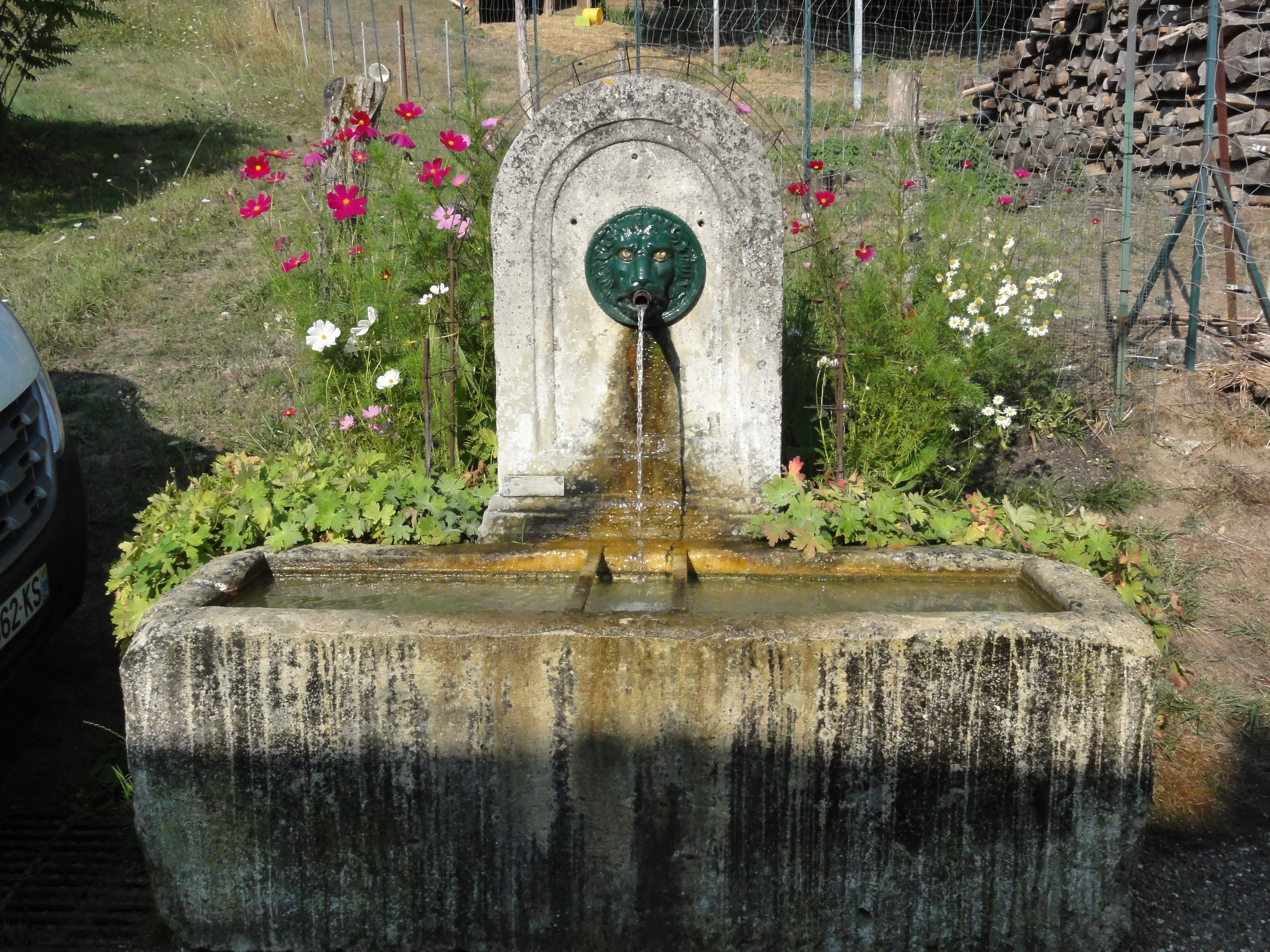
Fontaine.
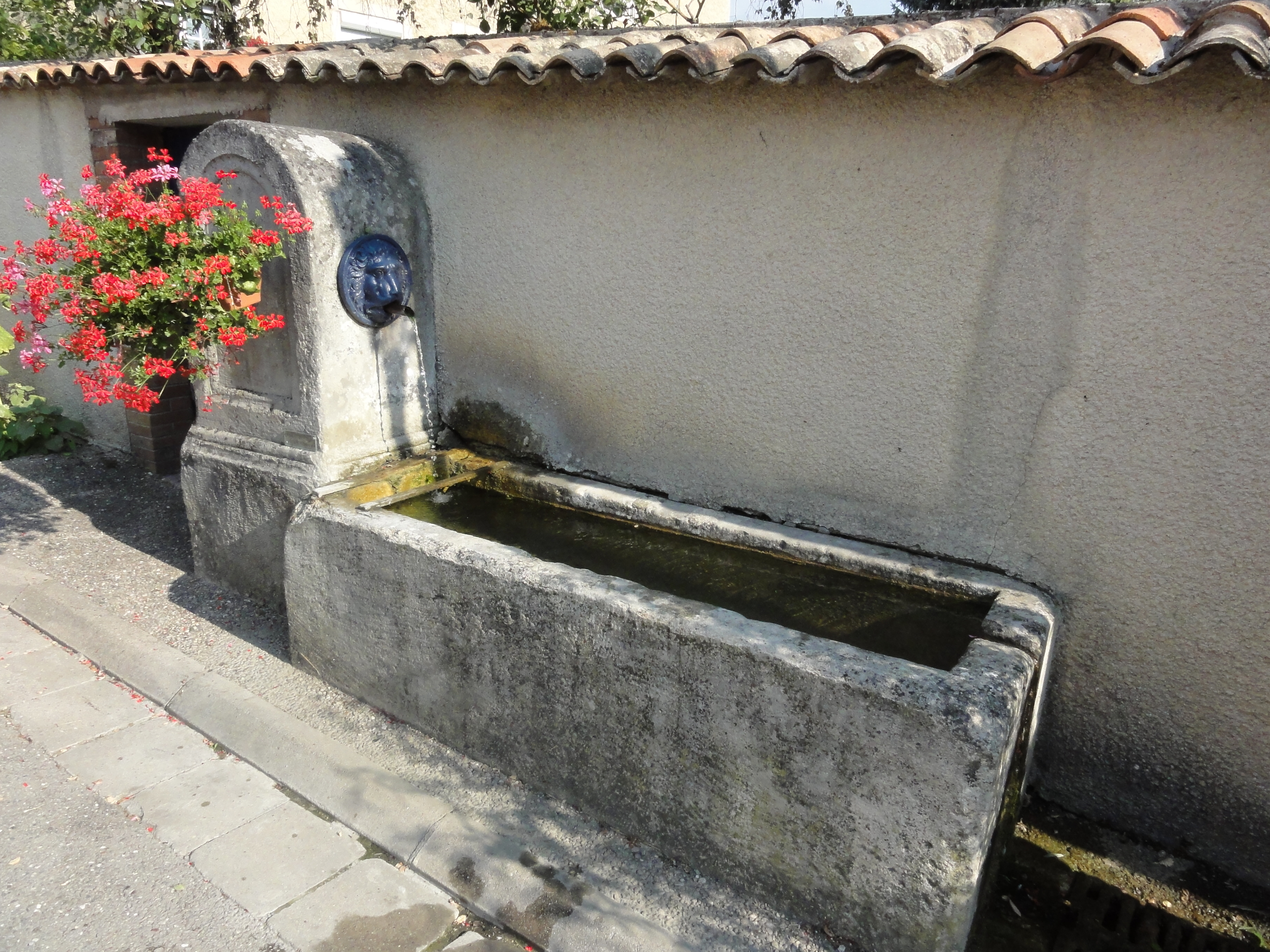
Fontaine.
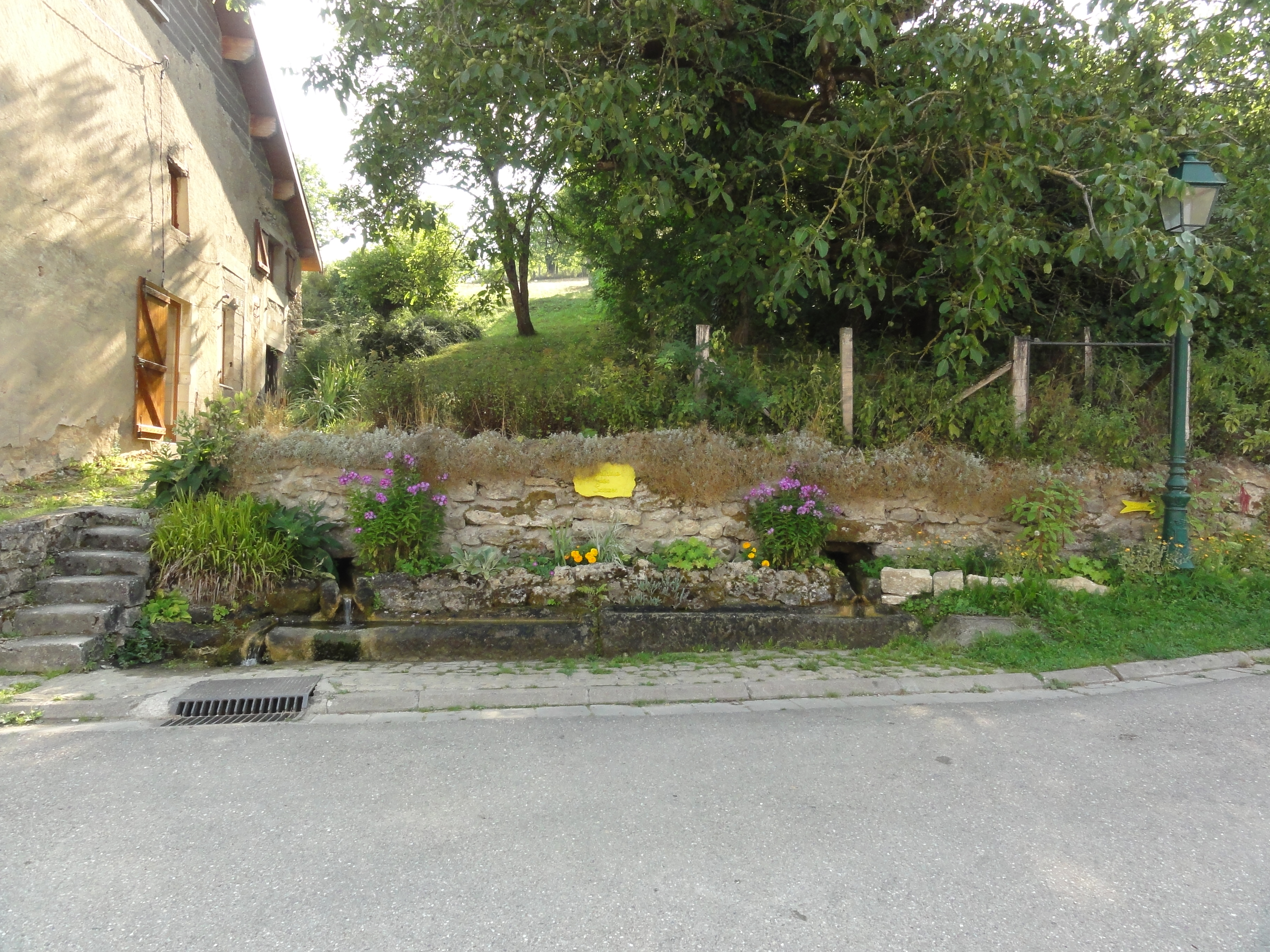
Fontaine des Sœurs.

### Héraldique, logotype et devise
| Blason de Laneuveville-derrière-Foug | Blason  | Mi-parti d'azur semé de croix recroisetées au pied fiché d'or à deux bars adossés du même, et fascé d'argent et de gueules de huit pièces.                                            |
| Blason de Laneuveville-derrière-Foug | Détails | La commune faisait partie du Barrois. Le fascé est le blason de la famille de Foug, d’ancienne chevalerie qui possédait la localité. Le statut officiel du blason reste à déterminer. |